# Tomosvaryella amazonensis
Tomosvaryella amazonensis är en tvåvingeart som beskrevs av De Meyer och Skevington 2000. Tomosvaryella amazonensis ingår i släktet Tomosvaryella och familjen ögonflugor. Inga underarter finns listade i Catalogue of Life.